# 선산군 (선거구)
선산군은 대한민국의 옛 국회의원 선거구이다. 당시 경상북도 선산군 지역을 관할했다.

## 역사
제헌 국회의원 선거를 앞두고 선산군 전 지역을 관할하는 선거구로 신설되었다.
제6대 국회의원 선거를 앞두고 군위군 선거구와 통합되면서 군위군·선산군 선거구를 이루게 됨에 따라 폐지되었다.

## 역대 국회의원
| 선거   | 정당 | 정당               | 의원   |
| ------ | ---- | ------------------ | ------ |
| 1948년 |      | 대한독립촉성국민회 | 육홍균 |
| 1950년 |      | 대한국민당         | 육홍균 |
| 1954년 |      | 무소속             | 김우동 |
| 1958년 |      | 자유당             | 김우동 |
| 1958년 |      | 무소속             | 김동석 |
| 1960년 |      | 무소속             | 신준원 |

## 역대 선거 결과

### 대한민국 제헌 국회의원 선거
|  | 45.49% |

|  | 27.86% |

|  | 26.64% |

|  | 0% |

### 대한민국 제2대 국회의원 선거
|  | 22.69% |

|  | 17.85% |

|  | 15.33% |

|  | 10.56% |

|  | 8.50% |

|  | 8.09% |

|  | 6.57% |

|  | 5.46% |

|  | 3.21% |

|  | 1.69% |

### 대한민국 제3대 국회의원 선거
|  | 38.48% |

|  | 25.09% |

|  | 15.12% |

|  | 10.97% |

|  | 5.66% |

|  | 3.44% |

|  | 1.19% |

### 대한민국 제4대 국회의원 선거
|  | 41.00% |

|  | 36.35% |

|  | 9.13% |

|  | 7.44% |

|  | 3.33% |

|  | 2.72% |

당초 개표 결과 자유당 김우동 후보가 41.00%의 득표율을 기록하면서 제4대 국회의원으로 당선되었다. 하지만 1959년, 재검표가 실시되면서 무소속 김동석 후보로 당선자가 바뀌는 결과가 나타났다.

### 대한민국 제5대 국회의원 선거
|  | 19.07% |

|  | 13.61% |

|  | 13.01% |

|  | 10.56% |

|  | 9.71% |

|  | 8.26% |

|  | 7.97% |

|  | 6.74% |

|  | 6.70% |

|  | 1.99% |

|  | 1.45% |

|  | 0.87% |

|  | 0% |